# استفانی کایلارد
استفانی کایلارد (فرانسوی: Stéphane Caillard‎؛ زادهٔ ۱ اکتبر ۱۹۸۸) هنرپیشه، کمدین اهل فرانسه است. وی از سال ۱۹۹۹ میلادی تاکنون مشغول فعالیت بوده‌است.
از فیلم‌ها یا برنامه‌های تلویزیونی که وی در آنها نقش داشته‌است می‌توان به مادام‌العمر، بورجیا، نابغه اشاره کرد.